# Ujutne (rejon sakski)
Ujutne (ukr. Уютне, ros. Уютное, Ujutnoje) – wieś na Ukrainie, w Autonomicznej Republice Krymu (de iure stanowiącej integralną część państwa ukraińskiego, w 2014 anektowanej przez Rosję i odtąd funkcjonującej jako Republika Krymu), w rejonie sakskim. W 2001 liczyła 3989 mieszkańców, wśród których 654 wskazało jako ojczysty język ukraiński, 2731 rosyjski, 510 krymskotatarski, 2 mołdawski, 1 bułgarski, 22 białoruski, 29 ormiański, 5 grecki, 2 niemiecki, a 33 inny. Według spisu ludności przeprowadzonego przez okupacyjne władze rosyjskie populacja wsi w 2014 wynosiła 4735 osób, a w 2021 - 4501.